# Pirâmide de Cacaré Ibi
A Pirâmide de Cacaré Ibi é uma pirâmide do Antigo Egito erigida no Primeiro Período Intermediário em nome do faraó Cacaré Ibi, o 14º da VIII dinastia. É pequena e está ao sul de Sacará. Foi descoberta por Karl Richard Lepsius no século XIX que a listou como o número XL em sua lista pioneira. A pirâmide foi escavada de 1929 até 1931 por Gustave Jéquier. Foi a última construída em Sacará, situada a nordeste da tumba de Seberquerés (r. 2503–2498 a.C.) e perto da pirâmide de Pepi II (r. 2278–2284 a.C.), o último faraó do Reino Antigo (2686–2181 a.C.). É muito semelhante em plano, dimensões e decorações às pirâmides de rainhas de Pepi. Foi proposto, então, que era de Anquessenpepi IV, uma esposa dele, e só depois foi apropriada por Cacaré.
A pirâmide não é orientada para nenhum ponto cardeal, mas sim no eixo noroeste-sudeste. Teria cerca de 31,5 metros de largura e 21 metros de altura com inclinação de 53°7′ no momento de sua ereção. O núcleo foi feito com blocos de calcário de Tora, a maioria hoje perdidos, provavelmente reutilizados em construções posteriores. Como resultado, o monumento aparece hoje como uma pilha de lama e pedras calcárias de 3 metros nas areias de Sacará. Parece que, embora as fundações para o revestimento externo da pirâmide tenham sido colocadas, a carcaça em si nunca foi montada.
No lado norte do edifício, Jéquier encontrou um corredor revestido de calcário de 8 metros de comprimento que descia com uma inclinação de 25° para uma grande ponte levadiça de granito. Atrás dessa ponte levadiça estava a câmara mortuária do rei. Tanto o corredor quanto as paredes da câmara funerária foram inscritos com o último exemplo conhecido dos Textos da Pirâmide, cuja colocação dos enunciados parece relativamente indiscriminada.
No lado oeste da pirâmide, uma pequena capela de tijolo foi construída, aproximadamente em seu eixo central. Uma entrada no lado norte da capela dá acesso indireto a uma sala de oferendas com uma bacia retangular colocada num andar em frente a uma estela ou porta falsa. Uma bandeja de alabastro e ferramentas de argamassa de obsidiana também foram descobertas lá. A parte sul da capela é ocupada por salas de armazéns.